# Banana Split (filme)
Banana Split é um filme brasileiro de 1988, dirigido por Paulo Sérgio de Almeida. Estrelado por André Di Mauro , Mariana de Moraes e Myrian Rios foi um dos filmes nacionais que alcançou os melhores resultados de bilheteria durante o ano de 1988. O filme é uma Comédia romântica ambientado na bela cidade de Petrópolis, Rio de Janeiro, nos anos 60. Lançado durante um período em que o cinema nacional não tinha muita participação no mercado de exibição o sucesso de bilheteria do filme Banana Split representou uma promoção para o cinema brasileiro.

## Sinopse
O filme retrata a vida de Nei (André Di Mauro) um jovem do interior do estado do Rio, da cidade de Petrópolis durante o período de transição da adolescência para a vida adulta. Seus sonhos, descobertas, paixões e disputas. E como pano de fundo o drama político vivido com o golpe de 1964 quando seu pai é obrigado a fugir do país. Nei vai para o Rio de Janeiro em busca de seu sonho: "fazer cinema".

## Elenco principal
- André Di Mauro .... Nei
- Myrian Rios ... Jane
- Mariana de Moraes ... Laura
- Felipe Martins .... Cabelinho
- Anderson Müller ... Bambolê
- Andréa Avancini.... Roberta
- Otávio Augusto .... Pai de Nei
- Tamara Taxman ... Mãe de Nei
- Roberto Bontempo.... Boca
- Tássia Camargo ... Carminha
- Marcos Frota.... Ted
- Alexandra Marzo....Lia
- Wilson Grey .... garçom do "Le Moulin"
- Paulo César Pereio .... Bem-te-vi
- Paulo Villaça....Dr. Pacheco
- Walmor Chagas....Dr Gustavo
- Jacqueline Laurence....
- Rogério Fróes....professor
- Daniele Daumerie[1]

## Trilha sonora
A produção teve música original de Erasmo Carlos e Bernardo Vilhena interpretada por João Penca e Seus Miquinhos Amestrados.
1. Chega de Saudade (João Gilberto)
2. Only You. (The Platters)
3. La Bamba. (Ritchie Valens)